# Kanał jonowy

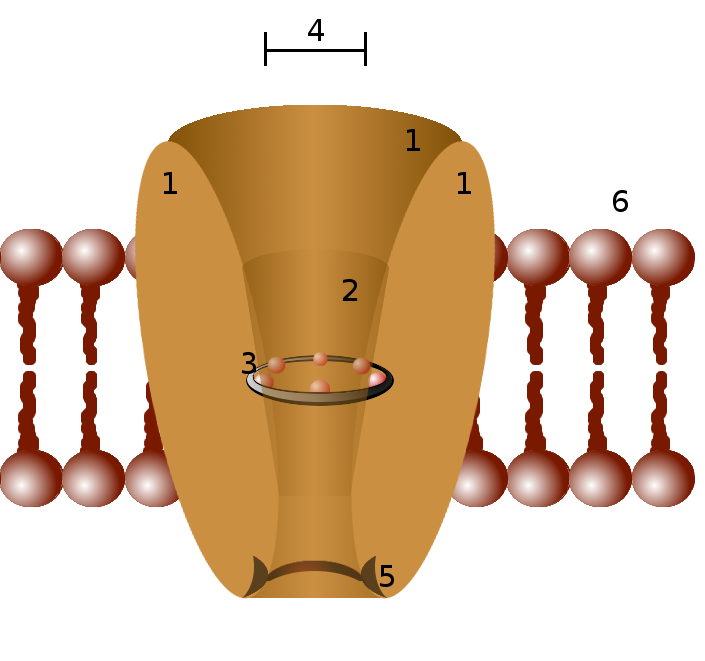
Schemat przedstawiający strukturę kanału jonowego: 1. domeny białkowe, 2. tzw. czwarty fragment przezbłonowy, 3. pierścień aminokwasów,
4. światło kanału, 5. miejsca fosforylacji, 6. błona komórkowa

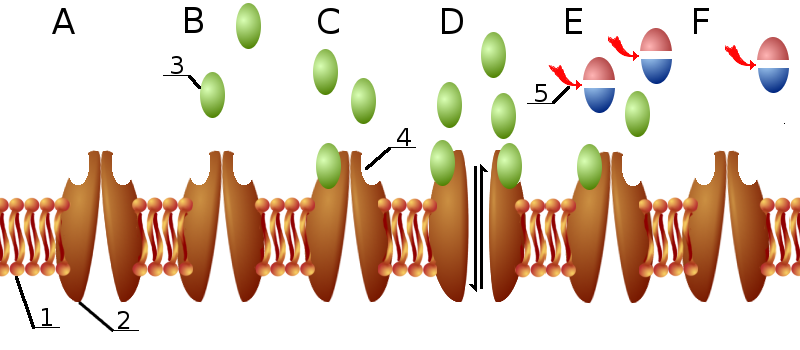
Działanie kanału sodowego bramkowanego acetylocholiną; A – zamknięty kanał (2) sodowy zanurzony w błonie (1), B – wydzielanie przekaźnika (3), C – przekaźnik wiązany przez jedno z miejsc receptorowych (4), D – związanie drugiego miejsca receptorowego i otwarcie kanału, przepływ jonów, E – enzym (5) rozkłada acetylocholinę, która opuszcza miejsca receptorowe, kanał się zamyka, F – kanał ponownie całkowicie zamknięty

Kanał jonowy – cylindryczne białko błonowe tworzące hydrofilowe pory, posiadające zdolność kontrolowanego przepuszczania jonów przez błony biologiczne wszystkich żywych komórek zgodnie z ich gradientem stężeń (w drodze dyfuzji). Kanały wykazują selektywność jonową, która zależy od wielkości i od ładunku elektrycznego cząsteczek. Umożliwiają 1000 razy szybszy transport niż przenośniki białkowe, ale w przeciwieństwie do nich pozwalają tylko na transport bierny. 
Kanały przechodzą w sposób przypadkowy ze stanu otwartego w zamknięty poprzez zmianę konformacji, jednak w zależności od warunków panujących w komórce lub na zewnątrz komórki (tzw. bramkowanie), zmienia się prawdopodobieństwo ich otwarcia. 
Można wyróżnić następujące typy bramkowania kanałów:
- kanał bramkowany napięciem – prawdopodobieństwo otwarcia jest regulowane przez potencjał błonowy;
- kanał bramkowany ligandem – prawdopodobieństwo otwarcia jest kontrolowane przez związanie określonej cząsteczki (ligandem zewnątrz- lub wewnątrzkomórkowym) z białkiem kanału;
- kanał bramkowany stresem – prawdopodobieństwo otwarcia jest regulowane przez siłę mechaniczną przyłożoną do kanału (np. u komórek rzęsatych).